# Королевский придворный оркестр
Королевский придворный оркестр (Королевская придворная капелла, швед. Kungliga Hovkapellet) — оркестр в Швеции, созданный в 1526 году и с 1773 года выступавший в основном в стокгольмской Королевской опере.

## История и деятельность
Kungliga Hovkapellet — один из старейших действующих оркестров в мире. Впервые он был записан в королевских бухгалтерских книгах в 1526 году и упоминался Густавом Вазой.
Долгое время оркестр находился в Стокгольме при дворе короля Швеции и состоял из вокальной, так и инструментальной частей. Один из периодов расцвета придворной капеллы на XVII век, когда им руководили члены музыкальной семьи Дюбен, в том числе Андерс Дюбен и Андерс фон Дюбен. Второй период славы Kungliga Hovkapellet начался с 1730-х годов под руководством таких придворных дирижеров, как Йохан Хельмик Руман и Франческо Антонио Уттини, что совпало со значительным развитием шведской музыкальной жизни. Под руководством Йохана Румана публичные концерты придворной капеллы проходили в Дворянском собрании Стокгольма — это были так называемые «Riddarhuskonserter», начавшиеся в 1731 году и ставшие первыми регулярными публичными концертами в столице Швеции. По крайней мере, с начала XVII века вокалисты также были частью придворного оркестра, мальчики исполняли в нём арии и кантаты. Певческая составляющая оркестра прекратила существование 1763 году, и более чем через десяток лет она стала коллектива Королевской оперы.
Оркестр был официально открыт для представителей обоих полов 26 октября 1726 года, когда София Шредер и Юдит Фишер были наняты в качестве вокалисток, заменив двух мальчиков. Но ещё в 1702 году Мария де Кролл работала в оркестре дискантистом (певец-композитор). Первой женщиной, которая была нанята в оркестр в качестве инструменталистки, стала в 1850 году Полин Аман.

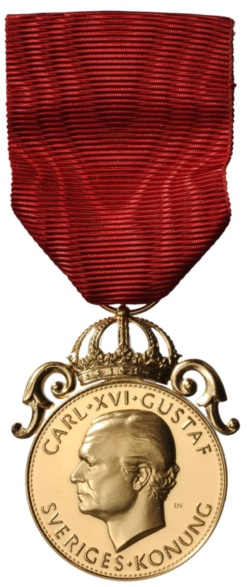
Kungliga Hovkapellets förtjänstmedalj

С 1773 года, когда король Густав III создал Королевскую оперу, Королевский придворный оркестр работал в ней. В числе дирижёров оркестра были: Йозеф Мартин Краус (1780), Георг Йозеф Фоглер (1786—1799), Якопо Форони (1849—1858), Людвиг Норман (1861—1885), Август Сёдерман (1862—1868), Эдвард Армас Ярнефельт (1911—1950), Адольф Виклунд (1923—1924), Вильгельм Стенхаммар (1924—1925), Нильс Гревиллиус (1930—1953, 1957—1960 и 1962—1964), Лео Блех (1936—1949).
В настоящее время в придворной капелле работают более ста музыкантов. В 2011 году королём Карлом XVI Густавом была учреждена медаль за заслуги Королевским придворным оркестром — Kungliga Hovkapellets förtjänstmedalj.